# Yu Gam-dong
Yu Gam-dong (Hangul: 유감동; Hanja: 兪甘同), död efter 1428, var en koreansk kisaeng. 
Hon var dotter till Yu Guisu och gifte sig med adelsmannen Choi Jungki i ett arrangerat äktenskap.  Hennes make försköt henne efter att hon blivit utsatt för en våldtäkt, och hon försörjde sig då som kisaeng, vilket var ovanligt för en adlig kvinna.  Som kisaeng tog hon namnet Gamdong och blev känd som dansare, konstnär (målare) och poet.  Hon beskrivs som en skicklig konstnär, men mycket lite av hennes målningar och dikter har bevarats. 
Som kisaeng hade Yu Gam-dong 39 älskare, bland dem minister Seong Dal-saeng, ämbetsmannen Yi Hyo-rye, en hantverkare samt hennes makes brorson och svåger. Skandalen utbröt 1427 och var på sin tid mycket uppmärksammad, då det i Korea var tabu för en kvinna att ha så många sexualpartners. Eftersom hon inte var lagligt skild från sin make utan bara förskjuten, uppfattades detta som äktenskapsbrott, och hon blev enligt lagen år 1428 piskad och gjord till slav åt en ämbetsman i en avlägsen region. Hennes fall liksom en rad andra fall av otrohet bland adliga kvinnor vid samma tidpunkt gjorde att kvinnlig otrohet år 1513 blev belagd med dödsstraff i Korea. 